# Hunts Point
Hunts Point – miasto w Stanach Zjednoczonych, w stanie Waszyngton, w hrabstwie King.